# Tamara Pochekutova
Tamara Pochekutova (2 ottobre 1992) è una schermitrice kazaka.

## Palmarès
- Campionati asiatici

Seoul 2010: bronzo nella sciabola a squadre.
Seoul 2011: bronzo nella sciabola a squadre.
Wakayama 2012: bronzo nella sciabola individuale e nella sciabola a squadre.
Shanghai 2013: bronzo nella sciabola a squadre.
Suwon 2014: bronzo nella sciabola a squadre.
Bangkok 2018: bronzo nella sciabola a squadre.